# Francisco de Meneses, o Mouco
D. Francisco de Meneses, de alcunha o Mouco ou o Trompeta, foi comendador e alcaide-mor de Proença-a-Velha e de Torre de Moncorvo na Ordem de Cristo.
Como fronteiro do Norte de África, terá sido capitão de uma galé numa expedição a essa mesma região africana.

## Dados genealógicos
Era o último filho de:
- Henrique de Meneses, capitão de Tânger, governador da Casa do Cível de Lisboa, cavaleiro do Conselho de D. João III (1518) e capitão de Tânger.
- D. Brites ou D. Beatriz de Vilhena, chamada a Perigosa, filha de Branca de Vilhena e de Rui Barreto, alcaide-mor de Faro e capitão de Azamor,[1] 4º Senhor do Morgado da Quarteira, vedor da Fazenda do Algarve, fronteiro-mór do Algarve e que participou na tomada de Azamor em 1487.

Foi casado com: D. Maria de Noronha, filha de João de Almeida e de D. Luisa de Ornelas, filha de Joana de Ornelas e de Francisco Dias de Ribeiro, alcaide de Amieira.
Desse casamento teve:
- D. Henrique de Menezes que foi morto na batalha de Alcácer Quibir.
- D. Bernardino de Menezes, que sucedeu na Casa e cargos de seu pai,[1] casado com D. Lourença de Vilhena, filha de D. Ana de Vilhena, filha de Luís Álvares de Távora, senhor de Mogadouro, Mirandela e São João da Pesqueira e D. Manuel de Sousa da Silva comendador de Vilafrei e Alfaiates, e como aposentador de el-Rei D. Sebastião, acompanhou-o a África e estando ao seu lado na Batalha de Alcácer Quibir, lá morreu no ano de 1578.
- D. Diogo de Menezes que morreu sem sucessão.
- D. João que igualmente morreu em Alcácer Quibir
- D. Jorge que morreu em iguais circunstancias.
- Beatriz de Vilhena casada com Álvaro de Castro, presidente do Conselho da Fazenda[1] ou D. Manuel de Castro, 2º senhor de Fonte Arcada.
- D. Margarida, freira no convento de Odivelas
- D. Luisa, religiosa como sua irmã acima.